# Вианополис
Вианополис (порт. Vianópolis) — муниципалитет в Бразилии, входит в штат Гояс. Составная часть мезорегиона Юг штата Гойас. Входит в экономико-статистический микрорегион Пирис-ду-Риу. Население составляет 17 530 человек на 2006 год. Занимает площадь 997,596 км². Плотность населения — 13,6 чел./км².
Праздник города — 19 августа.

## Статистика
- Валовой внутренний продукт на 2003 год составляет 78 070 985,00 реалов (данные: Бразильский институт географии и статистики).
- Валовой внутренний продукт на душу населения на 2003 год составляет 6402,41 реала (данные: Бразильский институт географии и статистики).
- Индекс развития человеческого потенциала на 2000 год составляет 0,784 (данные: Программа развития ООН).

## География
Климат местности: субтропический гумидный.